# هوولستاین (نبراسکا)
هوولستاین(به انگلیسی: Holstein) شهری در ایالت نبراسکا کشور ایالات متحده آمریکا است که جمعیت آن در سرشماری سال ۲۰۱۰ میلادی، ۲۱۴ نفر بوده‌است.